# Y'en a pas deux comme Angélique
Pour plus de détails, voir Fiche technique et Distribution.
Y'en a pas deux comme Angélique est un film français réalisé par Roger Lion, sorti en 1931.

## Fiche technique
- Réalisation : Roger Lion, assisté de Jacques Becker
- Scénario : Roger Lion, Louis Poterat, Charles L. Pothier
- Dialogues : Jean de Letraz
- Photographie : René Guichard, Maurice Guillemin
- Musique : Casimir Oberfeld
- Direction artistique : Armand Bonamy
- Société de production : Franco Films
- Format : Noir et blanc — 35 mm — 1,37:1 — Son : Mono
- Métrage : 1 899 mètres
- Genre : Comédie
- Durée : 71 minutes
- Date de sortie : 
  - France : 1931

## Distribution
- Colette Darfeuil : Lina
- Marthe Sarbel : Baronne de Grivaudant
- Suzanne Dorlan : Angélique de Grivaudant
- Colette Salomon
- Marthe Régnier
- Gil Clary
- Madeleine Guitty
- Henry Laverne : Socrate Berlingot
- Robert Ancelin : Jean Larivière
- Pierre Juvenet : Baron de Grivaudant
- Robert Saurin
- Lamarre
- Marcel de Garcin
- Henri Gasparini
- Charles Lemontier

## À noter
- Ce film est considéré comme perdu.